# Городищенська сільська рада (Черняхівський район)
Городищенська сільська рада — колишня адміністративно-територіальна одиниця та орган місцевого самоврядування у Левківському і Черняхівському районі Волинської округи, Київської й Житомирської областей Української РСР та України з адміністративним центром у с. Городище.

## Населені пункти
Сільській раді були підпорядковані населені пункти:
- с. Городище

## Населення
Кількість населення ради, станом на 1923 рік, становила 1 039 осіб, кількість дворів — 217.
Кількість населення сільської ради, станом на 1924 рік, становила 1 043 особи.
Станом на 5 грудня 2001 року, відповідно до перепису населення України, кількість мешканців сільської ради становила 526 осіб.

## Склад ради
Рада складалася з 12 депутатів та голови.

## Керівний склад сільської ради
| ПІБ                          | Основні відомості                                                             | Дата обрання | Дата звільнення |
| ---------------------------- | ----------------------------------------------------------------------------- | ------------ | --------------- |
| Андрущенко Галина Григорівна | Сільський голова, 1959 року народження, освіта, член народної партії          | 26.03.2006   | 31.10.2010      |
| Вознюк Григорій Антонович    | Сільський голова, 1971 року народження, освіта середня загальна, безпартійний | 31.10.2010   |                 |

Примітка: таблиця складена за даними джерела

## Історія
Створена 1923 року в складі с. Городище та хутора Городище Черняхівської волості Житомирського повіту Волинської губернії.
Станом на 1 вересня 1946 року сільська рада входила до складу Черняхівського району Житомирської області, на обліку в раді перебували с. Городище та х. Городище.
29 червня 1960 року, відповідно до рішення Житомирського облвиконкому № 683 «Про об'єднання деяких населених пунктів в районах області», х. Городище приєднано до с. Городище.
Станом на 1 січня 1972 року сільська рада входила до складу Черняхівського району Житомирської області, на обліку в раді перебувало с. Городище.
9 грудня 1985 року, відповідно до рішення Житомирського облвиконкому № 432 «Про деякі питання адміністративно-територіального устрою», сільську раду ліквідовано, територію та с. Городище підпорядковано Забрідській сільській раді Черняхівського району. Відновлена 18 червня 1990 року, відповідно до рішення Житомирської обласної ради «Про внесення змін в адміністративно-територіальний устрій окремих районів», в складі Черняхівського району Житомирської області, з підпорядкуванням с. Городище.
Припинила існування 27 листопада 2015 року через об'єднання до складу Високівської сільської територіальної громади Черняхівського району Житомирської області.
Входила до складу Левківського (7.03.1923 р.) та Черняхівського (28.09.1925 р.) районів.